# Camilla Andersen
Camilla Røseler Andersen (Gentofte, 5 juli 1973) is een voormalig handbalster uit Denemarken. Haar ouders waren eveneens handbalspelers. Haar moeder Toni Røseler Andersen speelde bovendien ook voor de nationale ploeg.
Met de Deense nationale vrouwenploeg won ze tweemaal de olympische titel (1996 en 2000) en eenmaal de wereldtitel (1997). Daarnaast werd Andersen twee keer Europees kampioen (1994 en 1996). Ze speelde in totaal 194 interlands (846 doelpunten) voor haar vaderland in de periode 1992–2000.